# Hungduan
Hungduan es un municipio filipino de cuarta categoría perteneciente a  la provincia de Ifugao en la Región Administrativa de La Cordillera.

## Geografía
Tiene una extensión superficial de 260.30 km² y según el censo del 2007, contaba con una población de 9.601 habitantes y 1.699 hogares; 9.933 habitantes el día primero de mayo de 2010
Su término limita al noreste con Banaue; al este por Hingyon; al sureste con  Kiangan; al sur con  Tínoc; y al oeste con provincia de La Montaña, municipios de Sabangan y Bauko.

### Comunicaciones
Desde la antigüedad Hungduan dispuso de una posición estratégica como lugar de paso de los viajeros procedentes de otros municipios de Ifugao en su camino hacia Benguet y Baguio.
Así, en el idioma local, hungdu significa "un lugar de parada".

### Barangayes
Hungduan se divide administrativamente en 9  barangayes o barrios, todos  de  carácter rural.
| - Abatan - Bangbang | - Maggok - Población | - Bokiawan - Hapao | - Lubo-ong - Nungulunan | - Ba-ang |

## Tungoh festival
El municipio  celebra su festival cultural anual denominado Tungoh ad Hungduan entre los días 17 al 18 de abril.